# Рэндлман, Кевин
Ке́вин Кри́стофер Рэ́ндлман (10 августа 1971, Сандаски, Огайо — 11 февраля 2016, Сан-Диего, Калифорния) — американский боец смешанного стиля и борец. В период с 1999 по 2000 год владел титулом чемпиона Ultimate Fighting Championship в тяжёлом весе. Помимо этого Рэндлман выступал в турнирах под эгидой Pride Fighting Championships, Sengoku и Strikeforce в тяжёлой и полутяжёлой весовых категориях.
Известность среди поклонников MMA получил благодаря выдающимся физическим данным и силе. Особенно фанатам запомнился бросок прогибом, исполненный Рэндлманом в поединке против Фёдора Емельяненко. В списке побеждённых Кевином бойцов находятся Мурилу Руа, Мирко Филипович, Педру Риззу, Ренату Собрал.
17 мая 2020 года Кевин Рэндлман был внесён в зал славы UFC, став первым бойцом введённым в зал славы UFC посмертно.

## Ранние годы
Рэндлман начал заниматься вольной борьбой во время учёбы в Университете Огайо. Он дважды выиграл соревнования национальной ассоциации студенческого спорта по борьбе.

## Спортивная карьера

### UFC
Рэндлман участвовал в турнирах под эгидой Ultimate Fighting Championship как в тяжёлом, так и в полутяжёлом весах. В 1999 году после победы над Морисом Смитом Кевин получил право на титульный бой за звание чемпиона в тяжёлом весе. Однако по итогам пятнадцатиминутного раунда и двух овертаймов по три минуты он уступил Басу Руттену решением судей. Поражение Рэндлмана в том бою было довольно спорным, так как он доминировал над Руттеном и нанёс ему намного больше урона, нанося удары из доминирующей позиции.
Руттен вскоре завершил карьеру, оставив титул вакантным. На него претендовали двое: Рэндлман и Пит Уильямс. Бой между ними также продлился пять раундов, однако в отличие от поединка полугодовой давности, победу праздновал Рэндлман.
В июне 2000 года Рэндлман провёл первую защиту титула, победив решением бразильца Педро Риззо, однако следующий поединок лишил его чемпионства. Вернувшийся в UFC Рэнди Кутюр нокаутировал Кевина в третьем раунде.
После этого поражения Рэндлман перешёл в полутяжёлый вес и проиграл первый бой в новом дивизионе Чаку Лидделлу. Впрочем, в следующем поединке он реабилитировался перед болельщиками победой над Ренату Собралом.
В мае 2020 года стало известно, что UFC посмертно введет Кевина Рэндлмана в свой Зал Славы накануне UFC Fight Night 172.

### Pride
В сентябре 2002 года Рэндлман дебютировал в Pride Fighting Championships победой над японским борцом Митиёси Охарой. В 2002 году Рэндлман одержал ещё две победы (обе нокаутом): над Кенити Ямамото и Мурилу Руа. После этих побед Кевин стал претендовать на титульный бой с текущим обладателем пояса — Вандерлеем Силвой, однако руководство Pride решило сначала свести его с другим претендентом — Куинтоном Джексоном на Pride 25. На исходе седьмой минуты Джексон отправил оппонента в нокдаун точным ударом колена в солнечное сплетение и принялся добивать его, сидя сверху, тем самым вынудив рефери остановить бой.
За этим поражением последовала неудача в поединке с Кадзуси Сакурабой, после которого Рэндлман снова набрал вес и перешёл в тяжёлый дивизион для участия в Гран-при 2004. В одной восьмой финала ему противостоял один из фаворитов турнира — хорват Мирко Филипович. Филипович нокаутом проиграл Рендлмену на второй минуте, что стало сенсацией того турнира. Рэндлман оказался первым бойцом, который смог нокаутировать "КроКопа".
В четвертьфинале Рэндлману противостоял действующий чемпион Pride Фёдор Емельяненко. Во время борьбы в углу Кевину удалось взять захват и провести эффектный бросок прогибом, буквально впечатав Фёдора головой в ринг. Однако развить успех американцу не удалось, и вскоре он сдался из-за проведённого Фёдором узла плеча.
После этого Рэндлмана настигла череда поражений. Через два месяца он проиграл Рону Уотерману, а в декабрьском турнире уступил Филиповичу. В апреле 2005 года вернувшийся в полутяжёлый вес Рэндлман уступил Кадзухиро Накамуре.
В октябре 2006 года на Pride 32 Рэндлман проиграл болевым приёмом бразильцу Маурисиу Руа в своём последнем поединке в Pride.

### Sengoku
После более чем полуторагодичного перерыва, связанного с лечением почек и стафилококковой инфекции, Рэндлман вернулся на ринг, одержав победу единогласным решением над Рё Кавамурой в мае 2008 года на турнире Sengoku 2, организованного World Victory Road. В дальнейшем планировался бой Кевина против американца Джеффа Монсона, однако Рэндлман травмировал плечо и не смог принять участие в этом бою.
На ноябрьском Sengoku 6 американцу противостоял болгарин Станислав Недков. Оба бойца провели бой активно и много действовали как в стойке, так и в партере. По итогам трёх раундов раздельным решением победа была присуждена Недкову.

### Strikeforce
На пресс-конференции перед турниром Strikeforce: Shamrock vs. Diaz было объявлено о подписании Рэндлманом контракта с Strikeforce.
Дебют Кевина состоялся в июне 2009 года против Майка Уайтхеда на турнире Strikeforce: Lawler vs. Shields. Первые два раунда остались за Уайтхедом, который успешно проводил тейкдауны, которые, впрочем, никакого серьёзного урона Рэндлману не принесли. В третьем раунде Кевин был вынужден начать более агрессивные действия для того, чтобы завершить поединок досрочно. Ему удалось отправить противника в нокдаун и обрушить на упавшего оппонента множество ударов, однако ни нокаутировать Уайтмена, ни принудить его к сдаче Рэндлман не смог и проиграл судейским решением (29—28, 29—28, 29—28).
В мае 2010 года на турнире Strikeforce: Heavy Artillery Рэндлман выступил в роли «гейткипера» (от англ. gate keeper — «хранитель врат») для Роджера Грейси, недавно подписавшего с организацией контракт. Их поединок завершился победой бразильца удушением сзади.
Таким образом, Рэндлман проиграл 10 из 13 последних поединков.

### Окончание карьеры
Свой последний бой на профессиональной арене Рэндлман провел в России в Хабаровске. Бой был за Кубок мэра, а его соперником стал российский боец Бага Агаев. Бой закончился уже в первом раунде, после того, как россиянин провел армбар. По итогам боя Рэндлман получил очередную травму локтевого сустава, что пополнило его и без того внушительную "коллекцию" повреждений на ринге.

### Профессиональный реслинг
Рэндлман принял участие в нескольких реслинговых шоу. Первый раз он участвовал в вечере, проведённом японской организацией HUSTLE в январе 2004 года. А спустя пять лет — в феврале 2009 года — на шоу Absolute Wrestling Radio бросил вызов Кофи Кингстону из организации WWE.

### Смерть
Скончался 11 февраля 2016 года в больнице, куда он ранее был доставлен с пневмонией. Причиной смерти стала сердечная недостаточность.

### Титулы и достижения
- Ultimate Fighting Championship
  - Пятый чемпион UFC в тяжёлом весе
  - Член Зала Славы UFC (2020)
- Universal Vale Tudo Fighting
  - Победитель турнира Universal Vale Tudo Fighting 4
  - Финалист турнира Universal Vale Tudo Fighting 6
- Pride Fighting Championship
  - главный апсет в мма на 2004 год

## Личная жизнь
В апреле 2009 года сочетался браком со своей давней подругой Элизабет. У них было двое детей: сын Келвин, занимающийся американским футболом и дочь Жасмин.